# Gerichtsbezirk Mauthausen
Der Gerichtsbezirk Mauthausen war der Teil des politischen Bezirks Perg im Bundesland Oberösterreich, für den das Bezirksgericht Mauthausen zuständig war.

## Bezirksgericht Mauthausen

### Geschichte
Nach der Auflösung der Grundherrschaftsgerichte sowie der Dorf- und Hofmarktgerichte wurden 1850 ein selbständiges Bezirksgericht in Mauthausen gegründet, das aber schon 1853 als Gerichtsstelle dem neu geschaffenen Bezirksamt in Perg eingegliedert wurde. Da dies nicht verfassungsgemäß war, wurden die Gerichtsstelle 1868 aufgelöst und das Bezirksgericht unter strikter Gewaltentrennung von Justiz und Verwaltungsbehörden neu gebildet.
Das k.k. Bezirksgericht Mauthausen war ab 1857 in dem der Marktgemeinde Mauthausen gehörenden Gebäude Marktplatz 55 untergebracht. Gleichzeitig wurde dort auch ein Gefängnis eingerichtet, das erst 1974 aufgelöst wurde.
Am 1. Jänner 2014 wurde der Gerichtsbezirk aufgelöst und die Gemeinden wurden dem Gerichtsbezirk Perg zugewiesen.

### Gerichtssprengel
Der Gerichtsbezirk Mauthausen umfasste die Gemeinden Katsdorf, Langenstein, Luftenberg an der Donau, Mauthausen, Ried in der Riedmark, St. Georgen an der Gusen und Schwertberg.

### Richter
- 1980 bis zur Auflösung: Klaus Neuhauser